# 稅務局 (義大利)
税务局（義大利語：Agenzia delle entrate）是意大利共和国的一所政府机关, 该局负责税收管理工作、审计工作和租税讼务。意大利税务局总局位於罗马市克里斯托弗·哥伦布马路426号，现任局长为阿替利奥·贝菲拉（Attilio Befera）。